# Нейтральна зона (Україна — РСФРР)

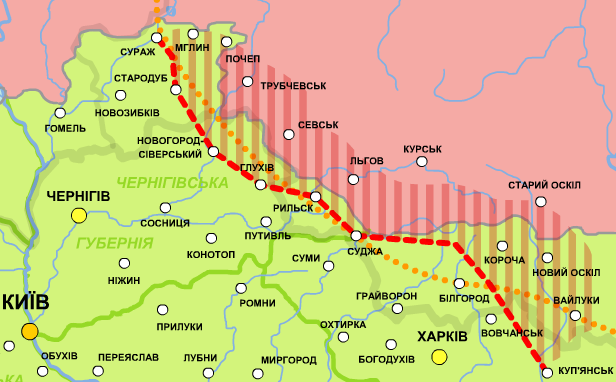
Демаркаційна лінія та нейтральна зона між Україною та радянською Росією

«Нейтральна зона» — умовна назва території між радянською Росією та Україною, що існувала у 1918 році.
Згідно із 6-ю статтею Берестейського мирного договору РСФРР з країнами Четверного союзу 3 березня 1918 уряд РСФРР зобов'язувався вивести з території України свої війська, визнати Українську Народну Республіку й розпочати мирні переговори. Спроби більшовиків зберегти контроль хоча б над частиною України зазнали невдачі, а загроза перенесення бойових дій на територію Росії змусила РНК РСФРР запропонувати українському урядові «припинити стан війни між двома державами і визнати окремою угодою наші кордони і наші правові відносини».
На переговорах про перемир'я, що проходили між українсько-німецькою та радянською військовими делегаціями в травні 1918 на ст. Коренєво (Коренєво поблизу Курська), зокрема, була визначена лінія розмежування між військовими силами сторін. Вона була завширшки 10—40 км від лінії Сураж—Унеча—Стародуб—Новгород-Сіверський—Глухів—Рильськ—Колонтаївка—Суджа—Беленихіно—Куп'янськ. Згідно з угодою з цієї території мали бути виведені військові частини обох сторін. Саме ця територія і отримала назву «Нейтральна зона»
Радянський уряд активно використовував «нейтральну зону» як для викачування збіжжя, так і для підготовки захоплення України. Саме сюди влітку і восени 1918 відступали з території України пробільшовицькі повстанські загони, які зазнали поразки під час антигетьманського повстання. 22 вересня ЦВРК віддав наказ про створення на базі цих загонів 2-х дивізій, які були сформовані до кінця жовтня. Вони склали ядро Групи військ Курського напрямку (фактично — Українського фронту), який був створений за рішенням (наказом) РНК РСФРР у листопаді 1918. Взимку 1918 ці дивізії були на вістрі більшовицького наступу на Україну.
Після капітуляції Німеччини та анулювання радянською Росією Берестейського миру «Нейтральна зона» перестала існувати.